# Chaetosiphon fragaefolii
Puceron du fraisier, Puceron jaune du fraisier
Espèce
Chaetosiphon fragaefolii, le Puceron du fraisier ou Puceron jaune du fraisier, est une espèce de pucerons de la famille des Aphididae.

## Description
Cette espèce de pucerons, à l'instar de Chaetosiphon thomasi, est un vecteur du virus de la Jaunisse du fraisier (aussi connu sous l'acronyme anglo-saxon SMYEV).

## Lutte biologique
Des expérimentations sont en cours en France pour lutter contre les ravages causés par ce puceron sur les fraisiers. Depuis 2022, des micro-guêpes parasitoïdes du genre Aphidius sont élevées puis lâchées dans les parcelles de fraisiers afin d'évaluer leur potentiel de lutte contre les pucerons. Le principe est que les individus femelles micro-guêpes pondent leurs œufs dans les nymphes des pucerons et que les larves qui en résultent tuent les pucerons lors de leur croissance,.

## Systématique
Le nom valide complet (avec auteur) de ce taxon est Chaetosiphon fragaefolii (Cockerell, 1901).
L'espèce a été initialement classée dans le genre Myzus sous le protonyme Myzus fragaefolii T.D.A.Cockerell, 1901.
Ce taxon porte en français les noms vernaculaires ou normalisés suivants : puceron du fraisier,, puceron jaune du fraisier.
Chaetosiphon fragaefolii a pour synonymes :
- Capitophorus fragaefolii (Cockerell, 1901)
- Chaetosiphon fragariae
- Myzus fragaefolii T.D.A.Cockerell, 1901
- Passerinia fragaefolii (Cockerell, 1901)
- Pentatrichopus fragaefolii (Cockerell, 1901)